# Jean-Pierre Jabouille
Jean-Pierre Jabouille   (5è districte de París, 1 d'octubre de 1942 - La Celle-Saint-Cloud, 2 de febrer de 2023) va ser un pilot de curses automobilístiques francès que va arribar a disputar curses de Fórmula 1.

## A la F1
Jean-Pierre Jabouille va debutar a la novena cursa de la temporada 1974 (la 25a temporada de la història) del campionat del món de la Fórmula 1, disputant el 7 de juliol del 1974 el GP de França al circuit de Dijon-Prenois. En aquest mateix circuit, l'any 1979 va aconseguir la primera victòria a la F1 per a l'escuderia Renault.
Va participar en un total de cinquanta-cinc curses, disputades en set temporades consecutives (1974 - 1981), aconseguint dues victòries i assolí un total de 21 punts pel campionat del món de pilots.
Durant la seva vida esportiva, va participar assíduament a les 24 hores de Le Mans.

## Resultats a la Fórmula 1
| Any  | Equip                      | Xassís       | Motor             | 1       | 2       | 3       | 4         | 5       | 6       | 7       | 8       | 9       | 10      | 11      | 12      | 13      | 14      | 15      | 16      | 17  | Posició | Punts |
| ---- | -------------------------- | ------------ | ----------------- | ------- | ------- | ------- | --------- | ------- | ------- | ------- | ------- | ------- | ------- | ------- | ------- | ------- | ------- | ------- | ------- | --- | ------- | ----- |
| 1974 | Frank Williams Racing Cars | Iso Marlboro | Ford Cosworth     | ARG     | BRA     | SUD     | ESP       | BEL     | MON     | SUE     | HOL     | FRA NVQ | GBR     | ALE     |         |         |         |         |         |     | -       | 0     |
| 1974 | Team Surtees               | Surtees      | Ford Cosworth     |         |         |         |           |         |         |         |         |         |         |         | AUT NVQ | ITA     | CAN     | USA     |         |     | -       | 0     |
| 1975 | Elf Team Tyrrell           | Tyrrell      | Ford Cosworth DFV | ARG     | BRA     | SUD     | ESP       | MON     | BEL     | SUE     | HOL     | FRA 12  | GBR     | ALE     | AUT     | ITA     | USA     |         |         |     | -       | 0     |
| 1977 | Equipe Renault Elf         | Renault      | Renault           | ARG     | BRA     | SUD     | O.USA     | ESP     | MON     | BEL     | SUE     | FRA     | GBR Ret | ALE     | AUT     | HOL Ret | ITA Ret | USA Ret | CAN NVQ | JAP | -       | 0     |
| 1978 | Equipe Renault Elf         | Renault      | Renault           | ARG     | BRA     | SUD Ret | O.USA Ret | MON 10  | BEL NC  | ESP 13  | SUE Ret | FRA Ret | GBR Ret | ALE Ret | AUT Ret | HOL Ret | ITA Ret | USA 4   | CAN 12  |     | 17è     | 3     |
| 1979 | Equipe Renault Elf         | Renault      | Renault           | ARG Ret | BRA 10  | SUD Ret | O.USA NVS |         |         |         |         |         |         |         |         |         |         |         |         |     | 13è     | 9     |
| 1979 | Equipe Renault Elf         | Renault      | Renault           |         |         |         |           | ESP Ret | BEL Ret | MON NC  | FRA 1   | GBR Ret | ALE Ret | AUT Ret | HOL Ret | ITA 14  | CAN Ret | USA Ret |         |     | 13è     | 9     |
| 1980 | Equipe Renault Elf         | Renault      | Renault           | ARG Ret | BRA Ret | SUD Ret | O.USA 10  | BEL Ret | MON Ret | FRA Ret | GBR Ret | ALE Ret | AUT 1   | HOL Ret | ITA Ret | CAN Ret | USA     |         |         |     | 8è      | 9     |
| 1981 | Equipe Talbot Gitanes      | Ligier       | Matra             | O.USA   | BRA     | ARG DNQ | SMR NC    | BEL Ret | MON DNQ | ESP Ret | FRA     | GBR     | ALE     | AUT     | HOL     | ITA     | CAN     | LVG     |         |     | -       | 0     |

### Resum
| Curses: | Victòries: | Pòdiums: | Poles: | Voltes ràpides: | Punts: |
| ------- | ---------- | -------- | ------ | --------------- | ------ |
| 55      | 2          | 2        | 6      | 0               | 21     |